# Frédéric-Guillaume de Hohenlohe-Ingelfingen
Prince Frédéric-Guillaume de Hohenlohe-Ingelfingen, né le 9 janvier 1826 à Koschentin et mort le 24 octobre 1895 dans la même ville, est un général de cavalerie prussien et héritier de Koschentin.

## Biographie

### Origine
Frédéric-Guillaume-Édouard-Alexandre est issu de la maison aristocratique de Hohenlohe-Ingelfingen. Ses parents sont le ministre-président prussien, le prince Adolphe de Hohenlohe-Ingelfingen (1797-1873) et Louise de Hohenlohe-Langenbourg (1799-1881). Charles de Hohenlohe-Ingelfingen (1820-1890) et Kraft de Hohenlohe-Ingelfingen (1827-1892) sont ses frères, Alfred d'Erbach-Fürstenau (1813-1874) est son beau-frère.

### Carrière
Hohenlohe-Ingelfingen commence sa carrière comme officier dans le 1er régiment d'uhlans de la Garde de l'armée prussienne en avril 1845 en tant que sous-lieutenant. En juillet 1845, il reçoit le brevet de son grade et est classé en 1848. Avec sa promotion au rang de Premierleutnant en 1853, il est de nouveau agrégé au régiment. En 1855, il reçoit l'ordre de servir le prince Albert de Prusse, l'accompagne à l'université de Bonn et, en 1855, est promu capitaine de cavalerie dans le 2e régiment d'uhlans de la Garde et est finalement relevé de son commandement en 1856.
Il est ensuite chef d'escadron en 1858 dans le 2e régiment d'uhlans de la Garde et accompagne le maréchal Wrangel à Stockholm en 1859. Là, il reçoit l'Ordre suédois de l'Épée. Il est promu major en 1860 et devient officier d'état-major régulier au 2e régiment d'uhlans. En 1862, il passe au régiment des Gardes du Corps et devient en 1864 aide de camp du roi Guillaume Ier. Après avoir été promu lieutenant-colonel en 1865, il occupe en 1866 le poste de commandant du 11e régiment d'uhlans (de), mais continue à rester aide de camp.
Pendant la guerre austro-prussienne, il participe aux batailles de Liebenau et de Münchengrätz ainsi qu'à la bataille de Sadowa. Toujours en 1866, il reçoit la croix de commandeur de l'ordre de la maison royale de Hohenzollern avec épées et la croix du Mérite militaire de Mecklembourg-Schwerin de 2e classe. Il devient finalement commandant du 3e régiment d'uhlans de la Garde et atteint le grade de colonel. Cela est suivi en 1867 par l'attribution de l'Ordre russe de Sainte-Anne de 2e classe et en 1869 de l'Ordre de la Couronne de 2e classe.
Dans la guerre franco-prussienne, il participe aux batailles de Beaumont, Sedan, Le Bourget, au siège de Paris et l'expédition de Normandie. Pour cette dernière, il reçoit la croix de fer de 2e classe.
Immédiatement après la guerre, il devient commandant de la 2e brigade de cavalerie de la Garde, conservant à nouveau son poste d'adjudant d'escadre. En 1871, les épées lui sont décernées pour l'Ordre de la Couronne de 2e classe. Il est promu général de division et nommé général à la suite de l'empereur, tout en conservant son poste de commandant de brigade. En 1873, il est mis à disposition avec caractère de lieutenant général et le maintien de son statut de général à la suite avec pension.
Il reçoit également l'Ordre bavarois Saint-Hubert en 1873 et l'Ordre de l'Aigle rouge de 2e classe en 1874 avec feuilles de chêne. Il est également placé parmi les officiers à la suite de l'armée en 1874. En 1875, il reçoit l'Ordre de la Couronne de 1re classe, avec des épées sur l'anneau. Il obtient son brevet de lieutenant général en 1879 et celui de général de cavalerie en 1881. En 1882, il est honoré de l'Ordre de l'Aigle rouge de 1re classe, avec feuilles de chêne, du ruban émaillé de l'Ordre de la Couronne avec des épées sur l'anneau et de la Grand-Croix de l'Ordre impérial de Léopold. Il est envoyé au Saint-Siège en 1888 pour annoncer la mort de l'Empereur. Frédéric III le reprend de son prédécesseur en tant qu'adjudant général. En 1888, il reçoit l'Ordre des Saints-Maurice-et-Lazare et l'Ordre d'Alexandre Nevski. Enfin, Hohenlohe-Ingelfingen reçoit la Grand-Croix de l'Ordre de l'Aigle Rouge en 1892.

### Famille
En 1872, Frédéric-Guillaume épouse la comtesse Anna Caroline Louise Amélie Auguste von Giech (de) (1849-1909), fille de Carl von Giech (de) (1795-1863) et de Françoise de Bismarck (1813-1872). Le mariage produit cinq enfants.
1. Françoise-Constance-Louise-Adélaïde-Caroline-Julie de Hohenlohe-Ingelfingen (1873–1937)
2. Anne-Louise-Hélène-Éléonore de Hohenlohe-Ingelfingen (1876–1969)
3. Adèle-Louise-Mathilde-Jeanne-Hélène de Hohenlohe-Ingelfingen (1877–1961), mariée avec le comte Godefroy de Pückler-Limpourg (1871–1957)
4. Charles-Godefroy de Hohenlohe-Ingelfingen (de) (1879–1960)
5. Marie-Agnès-Amélie-Élise de Hohenlohe-Ingelfingen (1883–1918)